# Флавий Севериан
Флавий Севериан (лат. Flavius Severianus; возможен вариант имени Гай или Марк Флавий Валерий Севериан; ум. в 313 году) — сын императора Флавия Севера.
После смерти Галерия в 311 году, Севериан бежал от Лициния в провинции Максимина Дазы, который назначил его президом провинции Исаврии. После поражения, нанесенного Максимину Лицинием 30 апреля 313 года, Севериан находился при императорском дворе в Тарсе. Когда Максимин скончался в августе 313 года, Севериан, возможно, попытался занять его место. Есть версия, что Максимин сам назначил его своим наследником, но она остаётся спорной. В итоге Лициний обвинил Севериана в государственной измене и приказал казнить.